# Microrregión de Chorozinho
La microrregión de Chorozinho es una de las microrregiones del estado brasileño del Ceará perteneciente a la mesorregión Norte Cearense. Su población fue estimada en 2005 por el IBGE en 62.663 habitantes y está dividida en tres municipios. Posee un área total de 1.289,712 km².

## Municipios
- Barreira
- Chorozinho
- Ocara

- Datos: Q2238618